# Elżbietanki z Akwizgranu
Elżbietanki z Akwizgranu – wspólna nazwa szeregu żeńskich zgromadzeń zakonnych na prawie papieskim lub diecezjalnym, powołanych celem troski o chorych w szpitalach lub domach prywatnych.

## Historia
Ich początki sięgają 1622, gdy Apollonia Radermecher podjęła się kierownictwa szpitala miejskiego w Akwizgranie, istniejącego tam od 1336. Kierownictwo duchowe instytutu pierwotnie powierzono miejscowym jezuitom, których zastąpił Jan Asseldonck, a następnie Jan Nagelmacher, który zasugerował powołanie do życia nowego instytutu zakonnego. W tym celu nawiązał kontakt z franciszkanami z Kolonii. Od początku instytut zachowywał ścisłą klauzurę. W maju 1626 siostra Apolonia Radermecher wraz z dwiema towarzyszkami przywdziała habit tercjarek franciszkańskich. Za patronkę przyjęto św. Elżbietę Węgierską, stąd nazwano je szpitalniczkami św. Elżbiety lub elżbietankami. W 1627 pierwsze siostry złożyły profesję zakonną a instytut agregowano do franciszkanów. W 1630 doprecyzowano regulamin ustanawiając limit sióstr na 14. Według regulaminu siostry i chorzy stanowili jedną wspólnotę. Życie klasztoru regulowały statuty, prawdopodobnie zapożyczone od tercjarek z klasztoru Marienburg w S. Hertogenbosch. Siostry rekrutowały się z członkiń zamożnych rodzin. W krótkim czasie pomyślny rozwój zgromadzenia pozwolił na wysłanie sióstr do nowych placówek. Na bazie pierwotnej wspólnoty z Akwizgranu, z biegiem czasu na skutek różnych podziałów, kasat, fuzji lub redukcji, nowe placówki ukonstytuowały się bądź jako klasztory sui iuris, bądź jako samoistne zgromadzenia. W Polsce są znane jako elżbietanki cieszyńskie (Congregario Sororum a sancta Elisabeth III Ordinis sancti Francisci in Cieszyn).